# Satcom C4
O Satcom C4 foi um satélite de comunicação geoestacionário construído pela GE Astro, ele está localizado na posição orbital de 135 graus de longitude oeste e era operado pela RCA Americom (posteriormente renomeada para GE Americom e SES Americom). O satélite foi baseado na plataforma AS-3000 e sua vida útil estimada era de 12 anos. O mesmo saiu de serviço em fevereiro de 2007 e foi enviado para uma órbita cemitério.

## História
O SATCOM C4 era um satélite de comunicações comerciais da GE Americom. O mesmo forneceu uplink, downlink, interligações terrestres, e soluções completas end-to-end para os usuários comerciais e governamentais no território continental dos Estados Unidos, Alasca, Havaí e no Caribe. Foi colocado em órbita geoestacionária a 135 graus de longitude oeste.
O Satcom C4 ficou fora de serviço em fevereiro de 2007 e foi transferido para uma órbita cemitério.

## Lançamento
O satélite foi lançado com sucesso ao espaço no dia 31 de agosto de 1992, às 10:41:00 UTC, por meio de um veículo Delta-7925, lançado a partir da Estação da Força Aérea de Cabo Canaveral, na Flórida, Estados Unidos. Ele tinha uma massa de lançamento de 1.169 kg.

## Capacidade e cobertura
O Satcom C4 era equipado com 24 (mais 4 de reserva) transponders em banda C cobrindo o território continental dos Estados Unidos, Alasca, Havaí e no Caribe.